# Dimenhydrinat
Dimenhydrinat, verwendet etwa im Präparat Vomex, ist ein Salz aus Diphenhydramin und 8-Chlortheophyllin und damit eine Kombination zweier Wirkstoffe.
Diphenhydramin ist ein H1-Rezeptor-Antagonist (Antihistaminikum der 1. Generation) und wird vorwiegend als Mittel gegen Übelkeit und Erbrechen (Antiemetikum) und als Beruhigungsmittel (Sedativum) eingesetzt. 8-Chlortheophyllin gilt als ein mildes Anregungsmittel (Stimulans).
Diphenhydramin ist ein nichtselektiver Serotoninwiederaufnahmehemmer und hat somit auch eine stimmungsaufhellende Wirkung. Zudem wirkt Diphenhydramin anticholinerg.

## Wirkmechanismus
Das Medikament wirkt auf das zentrale Nervensystem, wo es primär kompetitiv H1-Rezeptoren blockiert. Das Diphenhydramin wirkt dabei als inverser Agonist. Wie bei anderen H1-Antihistaminika der ersten Generation handelt es sich um eine sogenannte Dirty-Drug, welche pharmakologisch mehrere Rezeptoren adressiert. Dadurch wirkt es auch anticholinerg. Der Kombination mit 8-Chlortheophyllin (einer coffeinähnlichen Substanz) liegt die Vorstellung zugrunde, dass damit die Müdigkeit, welche die durch Diphenhydramin ausgelöste H1-Blockade erzeugt, eingedämmt werde. Unter verschiedenen Methylxanthinen vermochte nur 8-Chlortheophyllin mit Diphenhydramin ein ausreichend stabiles Salz zu bilden.

## Anwendungsgebiete
Dimenhydrinat ist in Deutschland, Österreich und der Schweiz zur Vorbeugung und symptomatischen Behandlung von Übelkeit und Erbrechen unterschiedlicher Ursache, insbesondere von Reiseübelkeit, zugelassen. Es wurde zudem zur Vorbeugung und Behandlung von Übelkeit und Erbrechen nach chirurgischen Operationen eingesetzt. Zur alleinigen Behandlung von durch Chemotherapie hervorgerufener Übelkeit und Erbrechen ist das Mittel nicht geeignet.
In Deutschland ist Dimenhydrinat außer zur parenteralen Anwendung nicht rezeptpflichtig. In Österreich ist es rezeptpflichtig. In der Schweiz unterfällt es den Abgabekategorien B und D.

## Anwendungsbeschränkungen
Dimenhydrinat zur intravenösen Injektion (Handelsname Vomex A, Klinge Pharma) darf nicht angewendet werden bei:
- Überempfindlichkeit/Allergie gegenüber Dimenhydrinat
- akutem Asthma-Anfall
- Engwinkelglaukom
- Phäochromozytom
- Porphyrie
- Prostatahyperplasie mit Restharnbildung
- Krampfanfällen (Epilepsie, Eklampsie)

Nur unter besonderer Vorsicht darf die Anwendung  i. m./i. v. erfolgen bei folgenden Zuständen:
- eingeschränkte Leberfunktion
- Herzrhythmusstörungen (Arrhythmien)
- Kaliumarmut (Hypokaliämie), Magnesiumarmut (Hypomagnesiämie)
- verlangsamter Herzschlag (Bradykardie)
- angeborenes Langes QT-Syndrom oder andere klinisch signifikante Herzstörungen (insbesondere koronare Herzkrankheit, Erregungsleitungsstörungen)
- gleichzeitige Anwendung von Arzneimitteln, die ebenfalls das QT-Intervall verlängern (z. B. Antiarrhythmika Klasse IA oder III, Antibiotika, Malaria-Mittel, Antihistaminika, Neuroleptika) oder zu einer Hypokaliämie führen
- chronische Atembeschwerden und Asthma
- Übelkeit durch verengten Magenausgang (Pylorusstenose)

## Nebenwirkungen
Während des Kauens von Dimenhydrinat-Präparaten kann ein vorübergehendes Taubheitsgefühl der Mundschleimhäute auftreten. Abhängig von der individuellen Empfindlichkeit und der eingenommenen Dosis kann Dimenhydrinat u. a. sedierend wirken und zu Schläfrigkeit und Benommenheit führen. Dimenhydrinat kann auch ein zentrales anticholinerges Syndrom (ZAS) auslösen. Als anticholinerge Begleiterscheinungen können zudem Mundtrockenheit, Gefühl einer verstopften Nase, Sehstörungen, Erhöhung des Augeninnendrucks und Störungen beim Urinieren auftreten.
Dimenhydrinat kann in höheren Dosierungen möglicherweise halluzinogen wirken.

## Handelsnamen
MonopräparateAntemin (CH), Emedyl (A), Reisefit Hennig (D), Reisegold (D), Reisetabletten (D), Superpep (D), Travel-Gum (A), Trawell (CH), Vertigo-Vomex (D), Vertirosan (A), Vomacur (D), Vomex A (D), RubieMen (D)
Kombinationspräparate
- mit Cinnarizin: Arlevert (D, A, CH),
- mit Coffein: Neo-Emedyl (A),
- mit Pyridoxinhydrochlorid: Vertirosan Vitamin B6 (A)